# فهرست فینال‌های جام در جام اروپا
جام در جام اروپا یک رقابت فصلی فوتبال بین تیم‌های عضو یوفا بود که از سال ۱۹۶۰ تا ۱۹۹۹ میلادی مابین قهرمانان جام حذفی کشورهای اروپایی برگزار می‌شده‌است. در تاریخ ۳۹ ساله این بازی‌ها، جام برندگان جام اروپا همیشه یک تورنمنت حذفی و به‌صورت رفت و برگشتی برگزار می‌شد و بازی نهایی به‌صورت تک‌بازی و در زمین بی‌طرف انجام می‌شد. تنها استثنا فینال سال اول بود که رفت و برگشتی بود. فیورنتینا از ایتالیا، اولین قهرمان این رقابت‌ها بود که با برتری ۴ بر ۱ در فینال ۱۹۶۱، برابر گلاسگو رنجرز اسکاتلند، به این عنوان دست یافت. این رقابت‌ها در سال ۱۹۹۹ لغو شد که در آن تیم لاتزیو از ایتالیا موفق شد با نتیجهٔ دو بر یک رئال مایورکا را شکست دهد و آخرین قهرمان جام در جام اروپا لقب گیرد.
بارسلونا با کسب چهار عنوان قهرمانی، موفق‌ترین تیم در تاریخ این رقابت‌ها است. تیم‌های اندرلشت (بلژیک)، آ.ث. میلان (ایتالیا)، چلسی (انگلستان) و دینامو کی‌یف (شوروی / اوکراین) موفق به کسب دو جام قهرمانی شدند. بارسلونا، اتلتیکو مادرید، رئال مادرید (همگی از اسپانیا)، اندرلشت (بلژیک)، رنجرز (اسکاتلند)، آرسنال (انگلستان) و راپید وین (اتریش) رکورددار بیشترین شکست در فینال‌ها، هر کدام با دو فینال می‌باشند. باشگاه‌های انگلیسی با کسب هشت عنوان، رکورددار قهرمانی در این رقابت‌ها هستند.

## برندگان
| dagger | برنده در وقت اضافه    |
| *      | برنده در ضربات پنالتی |
| &      | برنده در بازی تکراری  |

- ستون «فصل» اشاره به فصلی که رقابت در آن برگزارشده، دارد. پیوند مربوط هم مقالهٔ آن فصل است.
- پیوند موجود در «نتیجه»، اشاره به مقالهٔ فینال فصل مورد نظر دارد.

| فصل     | کشور                                | قهرمان            | نتیجه | نایب قهرمان       | کشور               | محل برگزاری                       | تماشاگران |
| ------- | ----------------------------------- | ----------------- | ----- | ----------------- | ------------------ | --------------------------------- | --------- |
| ۶۱–۱۹۶۰ | ایتالیا                             | فیورنتینا         | ۲–۰   | رنجرز             | اسکاتلند           | ورزشگاه آیبروکس، گلاسگو           | ۸۰٬۰۰۰    |
| ۶۱–۱۹۶۰ | ایتالیا                             | فیورنتینا         | ۲–۱   | رنجرز             | اسکاتلند           | ورزشگاه آرتمیو فرانکی، فلورانس    | ۵۰٬۰۰۰    |
| ۶۱–۱۹۶۰ | فیورنتینا در مجموع ۴ بر ۱ برنده شد. |                   |       |                   |                    |                                   |           |
| ۶۲–۱۹۶۱ | اسپانیا                             | اتلتیکو مادرید    | ۳–۰   | فیورنتینا         | ایتالیا            | ورزشگاه مرسدس بنز آرنا، اشتوتگارت | ۶۷٬۱۸۶    |
| ۶۳–۱۹۶۲ | انگلستان                            | تاتنهام           | ۵–۱   | اتلتیکو مادرید    | اسپانیا            | ورزشگاه دکویپ، روتردام            | ۴۹٬۱۴۳    |
| ۶۴–۱۹۶۳ | پرتغال                              | اسپورتینگ پرتغال  | ۱–۰   | ام‌تی‌کی بوداپست    | مجارستان           | ورزشگاه بوسیل، آنتورپ             | ۱۷٬۱۳۲    |
| ۶۵–۱۹۶۴ | انگلستان                            | وستهام یونایتد    | ۲–۰   | مونیخ ۱۸۶۰        | آلمان غربی         | ورزشگاه ومبلی، لندن               | ۹۷٬۹۷۴    |
| ۶۶–۱۹۶۵ | آلمان غربی                          | بروسیا دورتموند   | ۲–۱   | لیورپول           | انگلستان           | ورزشگاه همپدن پارک، گلاسگو        | ۴۱٬۶۵۷    |
| ۶۷–۱۹۶۶ | آلمان غربی                          | بایرن مونیخ       | ۱–۰   | رنجرز             | اسکاتلند           | ورزشگاه فرانکن، نورنبرگ           | ۶۹٬۴۸۰    |
| ۶۸–۱۹۶۷ | ایتالیا                             | آ.ث. میلان        | ۲–۰   | هامبورگ           | آلمان غربی         | ورزشگاه دکویپ، روتردام            | ۵۳٬۲۷۶    |
| ۶۹–۱۹۶۸ | چکسلواکی                            | اسلوان براتیسلاوا | ۳–۲   | بارسلونا          | اسپانیا            | ورزشگاه سنت یاکوب، بازل           | ۱۹٬۴۷۸    |
| ۷۰–۱۹۶۹ | انگلستان                            | منچستر سیتی       | ۲–۱   | گورنیک زابژه      | لهستان             | ورزشگاه ارنست هاپل، وین           | ۷٬۹۶۸     |
| ۷۱–۱۹۷۰ | انگلستان                            | چلسی              | ۲–۱   | رئال مادرید       | اسپانیا            | ورزشگاه کارایسکاکیس، پیرئاس       | ۶۶٬۰۰۰    |
| ۷۲–۱۹۷۱ | اسکاتلند                            | رنجرز             | ۳–۲   | دینامو مسکو       | اتحاد جماهیر شوروی | ورزشگاه نیوکمپ، بارسلون           | ۲۴٬۷۰۱    |
| ۷۳–۱۹۷۲ | ایتالیا                             | آ.ث. میلان        | ۱–۰   | لیدز یونایتد      | انگلستان           | ورزشگاه کفتنزاگلیو، سالونیک       | ۴۰٬۱۵۴    |
| ۷۴–۱۹۷۳ | آلمان شرقی                          | ماگدبورگ          | ۲–۰   | آ.ث. میلان        | ایتالیا            | ورزشگاه دکویپ، روتردام            | ۶٬۴۶۱     |
| ۷۵–۱۹۷۴ | اتحاد جماهیر شوروی                  | دینامو کیف        | ۳–۰   | فرنس‌واروش         | مجارستان           | ورزشگاه سنت یاکوب، بازل           | ۱۰٬۸۹۷    |
| ۷۶–۱۹۷۵ | بلژیک                               | اندرلشت           | ۴–۲   | وستهام یونایتد    | انگلستان           | ورزشگاه کینگ بودوئن، بروکسل       | ۵۸٬۰۰۰    |
| ۷۷–۱۹۷۶ | آلمان غربی                          | هامبورگ           | ۲–۰   | اندرلشت           | بلژیک              | ورزشگاه المپیک آمستردام، آمستردام | ۶۶٬۰۰۰    |
| ۷۸–۱۹۷۷ | بلژیک                               | اندرلشت           | ۴–۰   | آستریاوین         | اتریش              | ورزشگاه پارک ده پرنس، پاریس       | ۴۸٬۶۷۹    |
| ۷۹–۱۹۷۸ | اسپانیا                             | بارسلونا          | ۴–۳   | فورتونا دوسلدورف  | آلمان غربی         | ورزشگاه سنت یاکوب، بازل           | ۵۸٬۰۰۰    |
| ۸۰–۱۹۷۹ | اسپانیا                             | والنسیا           | ۰–۰*  | آرسنال            | انگلستان           | ورزشگاه کینگ بودوئن، بروکسل       | ۴۰٬۰۰۰    |
| ۸۱–۱۹۸۰ | اتحاد جماهیر شوروی                  | دینامو تفلیس      | ۲–۱   | کارل زایس ینا     | آلمان شرقی         | ورزشگاه راین‌اشتادیون، دوسلدورف    | ۸٬۰۰۰     |
| ۸۲–۱۹۸۱ | اسپانیا                             | بارسلونا          | ۲–۱   | استاندارد لیژ     | بلژیک              | ورزشگاه نیوکمپ، بارسلون           | ۱۰۰٬۰۰۰   |
| ۸۳–۱۹۸۲ | اسکاتلند                            | آبردین            | ۲–۱   | رئال مادرید       | اسپانیا            | ورزشگاه اولوی، یوتبری             | ۱۷٬۸۰۴    |
| ۸۴–۱۹۸۳ | ایتالیا                             | یوونتوس           | ۲–۱   | پورتو             | پرتغال             | ورزشگاه سنت یاکوب، بازل           | ۶۰٬۰۰۰    |
| ۸۵–۱۹۸۴ | انگلستان                            | اورتون            | ۳–۱   | راپیدوین          | اتریش              | ورزشگاه دکویپ، روتردام            | ۳۸٬۵۰۰    |
| ۸۶–۱۹۸۵ | اتحاد جماهیر شوروی                  | دینامو کیف        | ۳–۰   | اتلتیکو مادرید    | اسپانیا            | ورزشگاه ژرلان، لیون               | ۳۹٬۳۰۰    |
| ۸۷–۱۹۸۶ | هلند                                | آژاکس             | ۱–۰   | لوکوموتیو لایپزیگ | آلمان شرقی         | ورزشگاه المپیک آتن، آتن           | ۳۵٬۰۰۰    |
| ۸۸–۱۹۸۷ | بلژیک                               | مشلان             | ۱–۰   | آژاکس             | هلند               | ورزشگاه ده لا مینو، استراسبورگ    | ۳۹٬۴۴۶    |
| ۸۹–۱۹۸۸ | اسپانیا                             | بارسلونا          | ۲–۰   | سمپدوریا          | ایتالیا            | ورزشگاه وانکدورف، برن             | ۴۵٬۰۰۰    |
| ۹۰–۱۹۸۹ | ایتالیا                             | سمپدوریا          | ۲–۰   | اندرلشت           | بلژیک              | ورزشگاه اولوی، یوتبری             | ۲۰٬۱۰۳    |
| ۹۱–۱۹۹۰ | انگلستان                            | منچستر یونایتد    | ۲–۱   | بارسلونا          | اسپانیا            | ورزشگاه دکویپ، روتردام            | ۴۵٬۰۰۰    |
| ۹۲–۱۹۹۱ | آلمان                               | وردر برمن         | ۲–۰   | موناکو            | فرانسه             | استادیو دا لوز، لیسبون            | ۱۶٬۰۰۰    |
| ۹۳–۱۹۹۲ | ایتالیا                             | پارما             | ۳–۱   | رویال آنتورپ      | بلژیک              | ورزشگاه ومبلی، لندن               | ۳۷٬۳۹۳    |
| ۹۴–۱۹۹۳ | انگلستان                            | آرسنال            | ۱–۰   | پارما             | ایتالیا            | ورزشگاه پارکن، کپنهاگ             | ۳۳٬۷۶۵    |
| ۹۵–۱۹۹۴ | اسپانیا                             | رئال ساراگوسا     | ۲–۱   | آرسنال            | انگلستان           | ورزشگاه پارک ده پرنس، پاریس       | ۴۲٬۴۲۴    |
| ۹۶–۱۹۹۵ | فرانسه                              | پاریس سن ژرمن     | ۱–۰   | راپیدوین          | اتریش              | ورزشگاه کینگ بودوئن، بروکسل       | ۳۷٬۰۰۰    |
| ۹۷–۱۹۹۶ | اسپانیا                             | بارسلونا          | ۱–۰   | پاریس سن ژرمن     | فرانسه             | ورزشگاه دکویپ، روتردام            | ۳۶٬۸۰۲    |
| ۹۸–۱۹۹۷ | انگلستان                            | چلسی              | ۱–۰   | اشتوتگارت         | آلمان              | ورزشگاه روسوندا، استکهلم          | ۳۰٬۲۱۶    |
| ۹۹–۱۹۹۸ | ایتالیا                             | لاتزیو            | ۲–۱   | رئال مایورکا      | اسپانیا            | ورزشگاه ویلا پارک، بیرمنگام       | ۳۳٬۰۰۰    |

## عملکردها

### بر پایهٔ تیم
| باشگاه            | قهرمان | نایب قهرمان | سال‌های قهرمانی         | سال‌های نایب قهرمانی |
| ----------------- | ------ | ----------- | ---------------------- | ------------------- |
| بارسلونا          | ۴      | ۲           | ۱۹۷۹، ۱۹۸۲، ۱۹۸۹، ۱۹۹۷ | ۱۹۶۹، ۱۹۹۱          |
| اندرلشت           | ۲      | ۲           | ۱۹۷۶، ۱۹۷۸             | ۱۹۷۷، ۱۹۹۰          |
| آ.ث. میلان        | ۲      | ۱           | ۱۹۶۸، ۱۹۷۳             | ۱۹۷۴                |
| چلسی              | ۲      | ۰           | ۱۹۷۱، ۱۹۹۸             | —                   |
| دینامو کیف        | ۲      | ۰           | ۱۹۷۵، ۱۹۸۶             | —                   |
| اتلتیکو مادرید    | ۱      | ۲           | ۱۹۶۲                   | ۱۹۶۳، ۱۹۸۶          |
| رنجرز             | ۱      | ۲           | ۱۹۷۲                   | ۱۹۶۱، ۱۹۶۷          |
| آرسنال            | ۱      | ۲           | ۱۹۹۴                   | ۱۹۸۰، ۱۹۹۵          |
| فیورنتینا         | ۱      | ۱           | ۱۹۶۱                   | ۱۹۶۲                |
| وستهام یونایتد    | ۱      | ۱           | ۱۹۶۵                   | ۱۹۷۶                |
| هامبورگ           | ۱      | ۱           | ۱۹۷۷                   | ۱۹۶۸                |
| آژاکس             | ۱      | ۱           | ۱۹۸۷                   | ۱۹۸۸                |
| سمپدوریا          | ۱      | ۱           | ۱۹۹۰                   | ۱۹۸۹                |
| پارما             | ۱      | ۱           | ۱۹۹۳                   | ۱۹۹۴                |
| پاریس سن ژرمن     | ۱      | ۱           | ۱۹۹۶                   | ۱۹۹۷                |
| تاتنهام           | ۱      | ۰           | ۱۹۶۳                   | —                   |
| اسپورتینگ پرتغال  | ۱      | ۰           | ۱۹۶۴                   | —                   |
| بروسیا دورتموند   | ۱      | ۰           | ۱۹۶۶                   | —                   |
| بایرن مونیخ       | ۱      | ۰           | ۱۹۶۷                   | —                   |
| اسلوان براتیسلاوا | ۱      | ۰           | ۱۹۶۹                   | —                   |
| منچستر سیتی       | ۱      | ۰           | ۱۹۷۰                   | —                   |
| ماگدبورگ          | ۱      | ۰           | ۱۹۷۴                   | —                   |
| والنسیا           | ۱      | ۰           | ۱۹۸۰                   | —                   |
| دینامو تفلیس      | ۱      | ۰           | ۱۹۸۱                   | —                   |
| آبردین            | ۱      | ۰           | ۱۹۸۳                   | —                   |
| یوونتوس           | ۱      | ۰           | ۱۹۸۴                   | —                   |
| اورتون            | ۱      | ۰           | ۱۹۸۵                   | —                   |
| مشلان             | ۱      | ۰           | ۱۹۸۸                   | —                   |
| منچستر یونایتد    | ۱      | ۰           | ۱۹۹۱                   | —                   |
| وردر برمن         | ۱      | ۰           | ۱۹۹۲                   | —                   |
| رئال ساراگوسا     | ۱      | ۰           | ۱۹۹۵                   | —                   |
| لاتزیو            | ۱      | ۰           | ۱۹۹۹                   | —                   |
| رئال مادرید       | ۰      | ۲           | —                      | ۱۹۷۱، ۱۹۸۳          |
| راپیدوین          | ۰      | ۲           | —                      | ۱۹۸۵، ۱۹۹۶          |
| ام‌تی‌کی بوداپست    | ۰      | ۱           | —                      | ۱۹۶۴                |
| مونیخ ۱۸۶۰        | ۰      | ۱           | —                      | ۱۹۶۵                |
| لیورپول           | ۰      | ۱           | —                      | ۱۹۶۶                |
| گورنیک زابژه      | ۰      | ۱           | —                      | ۱۹۷۰                |
| دینامو مسکو       | ۰      | ۱           | —                      | ۱۹۷۲                |
| لیدز یونایتد      | ۰      | ۱           | —                      | ۱۹۷۳                |
| فرنس‌واروش         | ۰      | ۱           | —                      | ۱۹۷۵                |
| آستریاوین         | ۰      | ۱           | —                      | ۱۹۷۸                |
| فورتونا دوسلدورف  | ۰      | ۱           | —                      | ۱۹۷۹                |
| کارل زایس ینا     | ۰      | ۱           | —                      | ۱۹۸۱                |
| استاندارد لیژ     | ۰      | ۱           | —                      | ۱۹۸۲                |
| پورتو             | ۰      | ۱           | —                      | ۱۹۸۴                |
| لوکوموتیو لایپزیگ | ۰      | ۱           | —                      | ۱۹۸۷                |
| موناکو            | ۰      | ۱           | —                      | ۱۹۹۲                |
| رویال آنتورپ      | ۰      | ۱           | —                      | ۱۹۹۳                |
| اشتوتگارت         | ۰      | ۱           | —                      | ۱۹۹۸                |
| رئال مایورکا      | ۰      | ۱           | —                      | ۱۹۹۹                |

### بر پایهٔ کشور
| کشور               | قهرمان | نایب قهرمان | مجموع |
| ------------------ | ------ | ----------- | ----- |
| انگلستان           | ۸      | ۵           | ۱۳    |
| اسپانیا            | ۷      | ۷           | ۱۴    |
| ایتالیا            | ۷      | ۴           | ۱۱    |
| آلمان غربی/آلمان   | ۴      | ۴           | ۸     |
| بلژیک              | ۳      | ۴           | ۷     |
| اتحاد جماهیر شوروی | ۳      | ۱           | ۴     |
| اسکاتلند           | ۲      | ۲           | ۴     |
| آلمان شرقی         | ۱      | ۲           | ۳     |
| فرانسه             | ۱      | ۲           | ۳     |
| هلند               | ۱      | ۱           | ۲     |
| پرتغال             | ۱      | ۱           | ۲     |
| چکسلواکی           | ۱      | ۰           | ۱     |
| اتریش              | ۰      | ۳           | ۳     |
| مجارستان           | ۰      | ۲           | ۲     |
| لهستان             | ۰      | ۱           | ۱     |
| مجموع              | ۳۹     | ۳۹          | ۷۸    |

### عمومی
- Stokkermans, Karel (26 January 2000). "European Cup Winners' Cup". Rec.Sport.Soccer Statistics Foundation (RSSSF). Retrieved 8 July 2010.
- "UEFA Cup Winners' Cup". Union of European Football Associations (UEFA). Archived from the original on 1 May 2010. Retrieved 8 July 2010.

### اختصاصی
1. 1 2  "History". Union of European Football Associations (UEFA). Archived from the original on 31 January 2011. Retrieved 28 February 2012.
2. 1 2 3 4 5 6 7  Ross, James M. (31 May 1999). "فینال جام در جام اروپا 1961–99". Rec.Sport.Soccer Statistics Foundation (RSSSF). Retrieved 8 July 2010.
3. 1 2 3 4 5  Stokkermans, Karel (26 January 2000). "UEFA Cup Winners' Cup". Rec.Sport.Soccer Statistics Foundation (RSSSF). Retrieved 8 July 2010.
4. ↑  "1961/62: Atletico break Fiorentina's grip". Union of European Football Associations (UEFA). 1 June 1962. Archived from the original on 4 September 2015. Retrieved 28 February 2012.
5. ↑  "1963/64: Sporting at the second attempt". Union of European Football Associations (UEFA). 1 June 1964. Archived from the original on 29 June 2010. Retrieved 28 February 2012.
6. ↑  "1970/71: Replay joy for Chelsea". Union of European Football Associations (UEFA). 1 June 1971. Archived from the original on 1 May 2010. Retrieved 28 February 2012.
7. ↑  Stokkermans, Karel (9 January 2008). "Cup Winners' Cup 1979–80". Rec. Sport. Soccer Statistics Foundation (RSSSF). Retrieved 28 February 2012.